# 苔玉

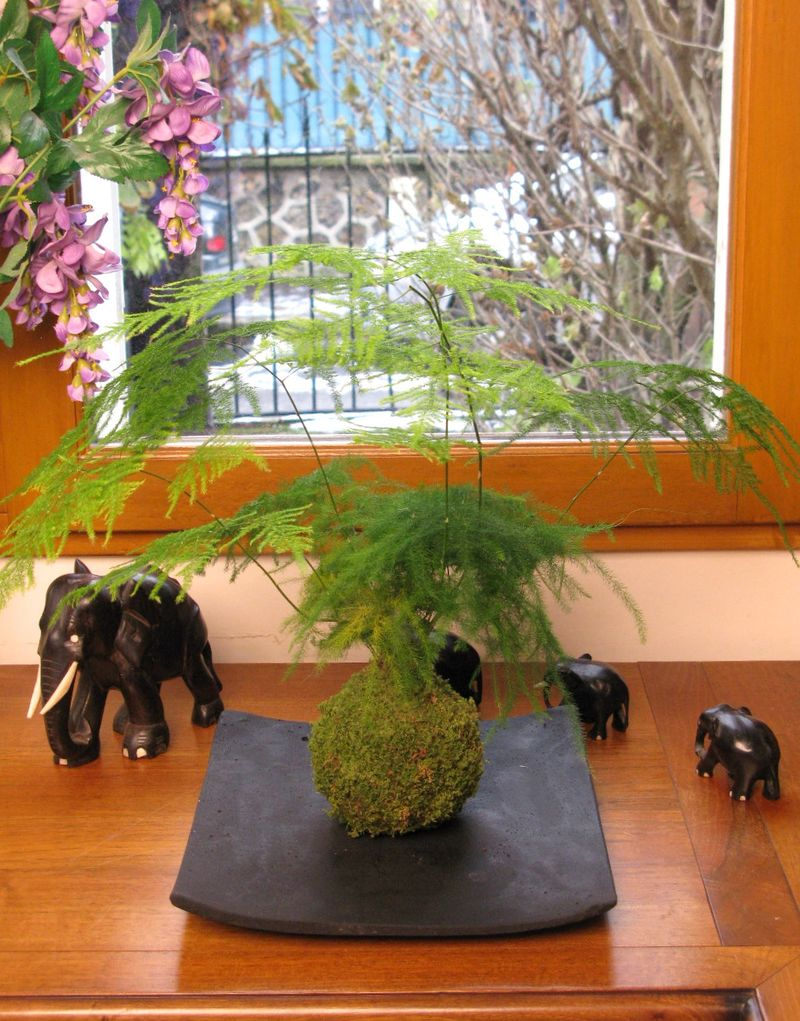
苔玉を取り入れたインテリア。

苔玉（こけだま）とは、植物の根を用土で球状に包み、そのまわりにコケ植物を張り付け糸で固定したものであり、インテリアの一部などとして飾られる。コケ玉、草玉とも。

## 概要

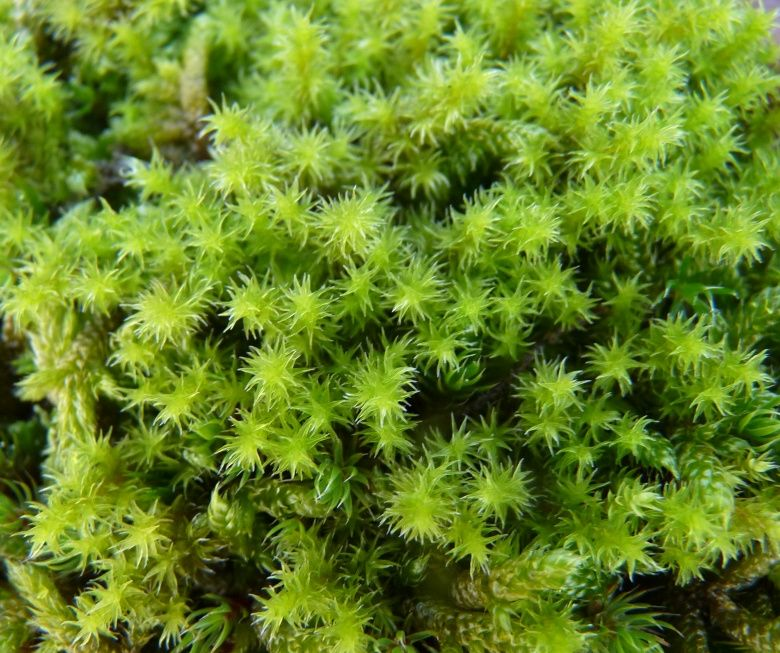
苔玉に用いられるコケの一つ、スナゴケ

苔玉は、盆栽で用いられる手法である「根洗い」という手法を応用して製作される。根洗いとは、鉢の中に根を隙間なく張らせ、鉢なしでも崩れないようにする手法であるが、土（ケト土などが用いられる）の外側に糸でコケを巻きつけることで、簡易的に鉢いらずの苔玉を作ることが出来る。出来上がった苔玉は器や皿の上などに置かれ、飾り付けられる。雑貨店などでも取り扱われていることがある。
苔玉に用いられるコケには、アラハシラガゴケなどのシラガゴケ類や、スナゴケ、ハイゴケなどがある。
苔玉を初めて世に送り出した第一人者は「海地 勲」氏（Isao Umiji）（高知県出身。70歳（2014年））といわれ2002年以前より苔玉を作成していた。苔盆栽では30年以上の熟練者といわれている。現在も精力的に県外へ足を運び苔玉教室を開催。参考サイト（2014年6月17日 福岡県 プランツ・プランツ イムズ店で開催した時の記事）。2014年9月13日よりラシック福岡天神内プランツ・プランツらのオープニングで3日間実演販売を行っていた。